# Béla Kun
Béla Kun (Kohn) (Szilágycsehi, 20. veljače 1886. – SSSR, 30. studenog 1939.), mađarski revolucionar 
Jedan je od osnivača Komunističke partije Mađarske i Mađarske Sovjetske Republike 1919. godine. Za Prvog svjetskog rata bio je u ruskom zarobljeništvu, gdje u Tomsku postao član Ruske socijaldemokratske radničke partije te radi u redakciji lista Sibirski radnik na propagandi među ratnim zarobljenicima. U proljeće 1918. godine organizira mađarsku grupu Ruske komunističke partije (boljševika) i uređuje novine Međunarodni socijalist i Socijalna revolucija. Kad je Mađarska proglašena sovjetskom republikom bio je predsjednik vlade, a poslije poraza mađarske sovjetske republike emigrira u Austriju, gdje je interniran. Nakon oslobađenja odlazi u Sovjetsku Rusiju i sudjeluje u borbama protiv generala Vrangela i djeluje kao predsjednik Krimskog revolucionarnog komiteta. Godine 1928. uhićen je u Austriji, ali je pušten poslije prosvjeda Sovjetskog Saveza i vraćen u SSSR. Za Staljinovih čistki je zatvoren, osuđen na osnovi lažnih dokumenata i likvidiran.